# Odlanier Mena
Odlanier Rafael Mena Salinas (2. dubna 1926, Gorbea, Chile – 28. září 2013, Santiago de Chile, Chile) byl chilský generál a šéf tajné služby diktátora Augusto Pinocheta.
Byl odsouzen za zločiny proti lidskosti během Pinochetovy vlády, když byl v letech 1977 až 1980 šéfem tajné služby CNI.